# اکرت (کلرادو)
اکرت (به انگلیسی: Eckert) یک منطقهٔ مسکونی در ایالات متحده آمریکا است که در شهرستان دلتا، کلرادو واقع شده‌است. اکرت ۱٬۶۹۷ متر بالاتر از سطح دریا واقع شده‌است.